# 東斎随筆
『東斎随筆』（とうさいずいひつ）は。室町時代中期に一条兼良が著した書物。「随筆」の名を冠した日本最古の書であるが、実は説話集の類に入る。成立年は不詳で、兼良30歳代の著作かといわれる。
音楽・草木・鳥獣・人事・詩歌・政道・仏法・神道・礼儀・好色・興遊の十一部門に分類し、主に平安・鎌倉時代の故事雑談78話を収める。『古事談』・『十訓抄』・『大鏡』などの先行文献よりの抄録がほとんどである。写本は多く、古いものでは室町時代後期の冷泉為広の筆写本が冷泉家時雨亭文庫に所蔵されている。流布本と異なる『十訓抄』の説話40話を加えた増補本（兼良の息男曼殊院門跡良鎮の手になるかといわれる）もある。最初の刊本は2巻1冊、元禄6年（1693年）12月上梓。
「群書類従・雑部」所収。注釈本としては、『今物語』『隆房集』との合冊（「中世の文学」シリーズの一冊）が三弥井書店から出ている（1979年）。